# عدنان نجيب الدين
الدكتور عدنان نجيب الدين باحث أكاديمي، أستاذ الفلسفة المعاصرة في الجامعة اللبنانية، شاعر، مترجم ورئيس تحرير سلسلة «فلسفات معاصرة».

## حياته
عمل د. عدنان نجيب الدين في مجالات ثلاث: الفلسفة والترجمة والشعر، ولد الدكتور عدنان نجيب الدين في بيروت عام 1951 ، وتلقى دروسه الابتدائية والتكميلية في بلدة جباع، كما أنجز علومه الثانوية في ثانوية البر والإحسان في بيروت عام 1970
سافر إلى فرنسا ودرس الحلقة الأولى من علوم الحياة والبيئة، انقطع بعدها عن الدراسة، وعمل في التجارة مع إخوته في شاطئ العاج لفترة، ثمّ ترك بلد الاغتراب لإكمال دراسته. واهتمّ بالفلسفة، بعد أن فتحت دراسته لعلوم الحياة عينيه على مشكلات علميّة ذات طابع فلسفي مثل مسألة موت الخلية الحيوانية ثم استعادتها الحياة في كل مرة يتجدد فيها الوسط الغذائي لها لكنها تعجز عن استعادة الحياة في المرّة الخامسة، وكذلك بدء التمايز الجيني بين الخلايا المتجانسة عند بدء تكوّن الأنسجة في المرحلة ما قبل تكوّن الجنين، 
فدخل الجامعة اللبنانية في بيروت وتخرّج منها حاملاً الإجازة التعليميّة في الفلسفة عام 1990، بعدها هاجر إلى كندا مع عائلته حيث بقي فيها لعدة سنوات، ثمّ عاد إلى موطنه لبنان ليتابع دراسة الماستر في الجامعة المذكورة وتخرّج منها حاملاً شهادة دبلوم الدراسات العليا في الفلسفة، عام 1998، ثم واصل دراسته لينال شهادة الدكتوراه بتقدير جيّد جدًّا من الجامعة اللبنانية أيضًا. وذلك في العام 2006. وكانت أطروحته عن الفيلسوف الفرنسي بول ريكور.
عمل د. عدنان نجيب الدين في مجال التعليم، فحاضر في الفلسفة الغربية والفكر العربي المعاصر في جامعة آزاد، بعدها تمّ التعاقد معه في الجامعة اللبنانيّة كأستاذ للفلسفة الغربية المعاصرة منذ العام 2006، فدرّس فلسفة الفنون والمنهج التأويلي للفيلسوف الفرنسي بول ريكور، وتحليل النصوص باللغتين العربية والفرنسيّة، وفلسفة الأخلاق، والفلسفة التجاوزية والفلسفة البراغماتية، كذلك حاضر في الدراسات العليا (الماستر)، وهو الآن عضو في لجنة دراسة مشاريع الرسائل والأطروحات الجامعية في الجامعة اللبنانية.
كذلك درّس في مؤسسات رسمية وخاصة كأستاذ لمواد الفلسفة واللغة العربية والترجمة، من هذه المدارس الليسيه الفرنسية اللبنانية في حبوش التابعة للبعثة العلمانية الفرنسيّة، كما سبق له أن درّس أيضًا في ثانوية النبطيّة الرسمية للبنات، وثانوية الشهيد بلال فحص، وثانوية المصطفى ومار سويريوس والقديس جاورجيوس في بيروت.
شارك د. نجيب الدين في ندوات تلفزيونية ومؤتمرات فلسفية وأدبية، ويرأس الآن اللقاء الأدبي العاملي كذلك شارك في مؤتمرات لأندية اليونيسكو في كلّ من تراباني في إيطاليا وتونس العاصمة في الأعوم 2009-2010

## أعماله المنشورة

### أولاً - في الفلسفة
مسألة الشر في فلسفة بول ريكور، والصادر عن دار الفكر اللبناني في بيروت عام 2008.
يعالج فيه مسألة الشرّ من حيث أصله وتجلياته؛ فالشر ليس مسألة تأمليّة بحتة بل واقعًا ملموسًا، فهناك الشر المكابَد والشر الذي يسبّبه الإنسان لأخيه الإنسان وقد حلّل دراسة بول ريكور للأساطير اليونانية واللاهوت اليهودي والمسيحي والفكر الغربي لمعالجة هذه المسألة داعيًا إلى الإقلاع عن العنف وإشاعة التسامح والتعاون بين الأفراد والشعوب
- سلسلة «فلسفات معاصرة» 2008-2011 من ثلاثة عشر جزءًا، صادرة عن المؤسّسة الجامعية للدراسات.
اهتمّ د. نجيب الدين بترجمة بعض الأعمال الفلسفيّة لكبار المفكرين الغربيين وما صدر منها باللغة الفرنسيّة. وذلك لإطلاع المفكرين العرب على ما أنتجه الفكر الغربي من فلسفات حديثة ومعاصرة، وهدف من ذلك إلى الإسهام في التلاقح الحضاري ونقل الفكر العربي إلى آفاق جديدة وتخليصه من الجمود والتقوقع التاريخي. وقد قام بترجمة كلّ من:
-«فلسفة الإرادة»- الإنسان الخطّاء، للفيلسوف الفرنسي بول ريكور الصادر عام 2002 عن المركز الثقافي العربي في بيروت. 
- الشرّ تحدّ للفلسفة واللاهوت، للفيلسوف الفرنسي بول ريكور الصادر عام 2002 عن المركز الثقافي العربي في بيروت. وقد صدر مع الإنسان الخطّاء في مجلّد واحد
المزاوجة بين الفلسفة والشعر:
بالنسبة للدكتور نجيب الدين، هناك مواضيع من اختصاص الفلسفة مثل تحديد المفاهيم، لكنّ الفلسفة ليست عالمًا منفصلا عن حياة الناس، لأنها تطرح قضاياهم، فالناس عندما يتحدثون فيما بينهم في الصالونات أو في الشارع أو في المنتديات السياسية، أو في مشاكلهم وطريقة حلّها، وعندما يفكرون في النظام السياسي الأفضل، أوعندما يتحدثون عن المفاهيم وتحديداتها، والقيم الأخلاقية، وعن الإيمان، ووجود الخالق أو عدم وجوده، وعن مصير الإنسان بعد الموت، وعن السبيل الذي يؤمن العدالة في حياة الإنسان ويضمن له السعادة أو الحرية، وكذلك الحبّ والرغبة، وعن الواجبات والحقوق، الخ... كل هذه هي مواضيع فلسفيّة فهل بالإمكان العيش من دون فلسفة؟ باختصار الفلسفة هي الفكر المتشكّك والمتسائل، والفكر هو ميزة الإنسان عن سائر المخلوقات. وهذه القضايا يمكن أن تشكل أيضًا مواضيع شعرية. الفرق بين الشعر والفلسفة هو أنّ الفلسفة تعتمد على المنطق الذي يحاول تقديم نظرية ما، فينطلق من معطيات أو مقدّمات معينة ليخلص منها إلى النتائج. وهنا تقترب الفلسفة من الرياضيات.
أمّا الشعر فله منطقه الخاص الذي لا يقوم بالضرورة لا على الاستقراء ولا على الاستنباط.كما أنّ للشعر زمنه الخاص به فهو لا يعترف إلا بالانطباع الناتج عن الحالة النفسية للشاعر. الفلسفة تخاطب العقل، والشعر يخاطب القلب.. بل هو لسان القلب. والإنسان له عقل وله قلب.ولا يستطيع الاستغناء عن أي منهما. الفلسفة تنطلق من الواقع لا لتفسره أو تكتشف قوانينه لأنّ التفسير واكتشاف القوانين من عمل العلم، بل لتطرح الأسئلة وتستحثّ المرء على بذل المزيد من التفكير المنطقي في الواقع وآفاقه، كي يعمل على إيجاد الحل لمشكلاته وتحديد ما يريد وما لا يريد. واللغة الفلسفية ذات ألفاظ ومصطلحات قد لا تكون محدّدة الدلالة، ويغلب عليها التأويل، وتعمل الفلسفة المعاصرة على تحديد المفاهيم، أما الشعر فينطلق من واقع آخر يخترعه الشاعر بنفسه ولنفسه. الشاعر له عالمه الخاص المكوّن من المشاعر والانفعالات والمعاناة، ويستخدم لغة مختلفة عن لغة الفلسفة أو العلم، فهو على خلاف العلم لا يستخدم كلمات تعيينيّة، بل يلجأ إلى الأسلوب الأدبي الإبداعي فيدخل المحسنات البديعية والصور البيانية.
أما عن امكانية المزاوجة بين الشعر والفلسفة، فالجواب هو أنها ممكنة: كل المواضيع الفلسفية هي مواضيع حياتية وفكرية حتى لو كانت تعالج مفاهيم كالشرّ والعدالة والحرية والتسامح وغير ذلك. فيما الشعر، أي شعر يحتوي على أفكار وقضايا تمس القلب والحياة. فالمقاومة ضد الاحتلال ينظر اليها الفيلسوف كردة فعل طبيعية على الاحتلال أي كنتيجة لسبب. أما الشاعر فينظر اليها كحالة إنسانية تحمل في طياتها معاني التضحية والوفاء للإنسان وللأرض، وللكرامة، وتجسد الرغبة في الحرية، الخ.. وكذلك الشهيد الذي يعيش قبل أن يفقد حياته في سبيل القضية التي يؤمن بها حالة من العشق المطلق للحياة التي يوفرها لشعبه بعد استشهاده، كما يجسّد تجذر الإنسان في أرضه وحبه لها وصولاً إلى بذل النفس دونها. وقس على ذلك باقي القضايا الأخرى.

### من أعماله الشعرية
- -ثغر القمر، عام 2003 صادر عن دار البنان، يحتوي على قصائد غزليّة ووطنيّة
- - ورد وريحان، 2014، صادر عن دار البنان، وهو تعبير عن مشاعر إنسانيّة وواقع وتطلّعات والتزام بقضايا الأمة .